# دنیس موک‌وگه
دُنی موکوِگه (فرانسوی: Denis Mukwege‎ زادهٔ ۱ مارس ۱۹۵۵) یک پزشک متخصص زنان و فعّال حقوق بشر اهل کنگو است.
وی همچنین برنده جوایزی همچون جایزه اولاف پالمه، لژیون دونور (شوالیه)، جایزه ساخاروف، جایزه نوبل آلترناتیو، و جایزه سازمان ملل متحد در زمینه حقوق بشر شده‌است. او در سال ۲۰۱۸ و به دلیل مبارزاتش علیه خشونت جنسی و استفاده از آن در جنگ‌ها به‌عنوان سلاح، به همراه نادیا مراد برنده جایزه صلح نوبل شد.

## اوایل زندگی و تحصیلات
موکوگه سومین فرزند از نه فرزند کشیش پنطیکاست و همسرش است. وی پس از مشاهدهٔ عوارض زایمان زنان کنگو که هیچ گونه دسترسی به مراقبت‌های بهداشتی تخصصی نداشتند پزشکی خواند تا بتواند مردمی را که پدرش برای درمانشان دعا می‌خواند، معالجه کند.

## سخنرانی در سازمان ملل
در سپتامبر ۲۰۱۲ موکوگه طی یک سخنرانی در سازمان ملل متحد تجاوز به عنف انبوه در کنگو را محکوم کرد. او دولت کنگو و دیگر کشورها را بخاطر عدم اقدام کافی درمقابل آنچه او آنرا «یک جنگ ناعادلانه که خشونت علیه زنان بکار می‌برد» نامید، محکوم کرد.

## سوء قصد و بازگشت

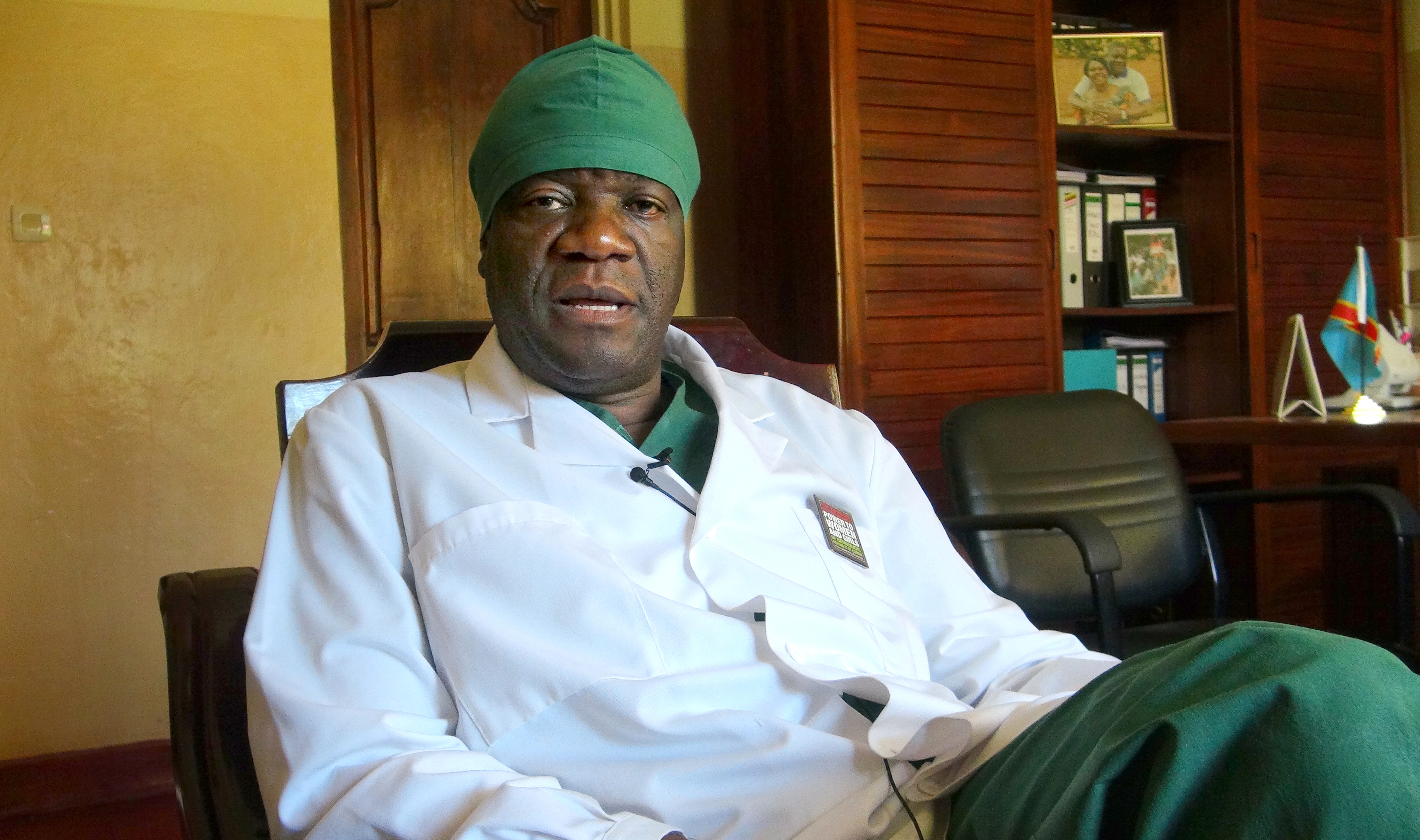
موک وگه در دفترش در بیمارستان پانزای

در ۲۵ اکتبر ۲۰۱۲ چهار مرد مسلح به منزل مسکونی موک‌وگه حمله کردند، در حالیکه او در خانه نبود دخترش را به گروگان گرفتند و منتظر شدند تا خودش برگردد تا او را به قتل برسانند. در هنگام برگشت گارد حفاظتش عکس‌العمل نشان داد اما مورد اصابت قرار گرفت و به قتل رسید. موک‌وگه به دلیل بر زمین افتادن، از تیررس خارج شد و جان سالم به در برد. پس از این سوءقصد موک‌وگه به تبعید به اروپا رفت. بیمارستان پانزای کنگو که موک‌وگه در آن طبابت می‌کرد غیبت او را به یک تأثیر ویران‌کننده در کار بیمارستان تعریف کردند.
سال بعد در۱۴ ژانویه ۲۰۱۳ وقتی او به بوکاوا برگشت با استقبال گرم مردمش روبرو شد. کسانی بخصوص بیمارانش که با فروش پیاز و آناناس پول جمع کرده و هزینه برگشت او را فراهم کرده بودند در مسیر ۲۰ مایلی از فرودگاه کاوومو تا شهر از او استقبال کردند.